# Rosa 'Scarborough Fair'
'Scarborough Fair' ('AUSoran' es el nombre del obtentor registrado), es un cultivar de rosa que fue conseguido en Reino Unido en 2003 por el rosalista británico David Austin.

## Descripción
'Scarborough Fair' es una rosa moderna cultivar del grupo « English Rose Collection ».
El cultivar procede del cruce "no revelados".
Las formas arbustivas del cultivar tienen porte erguido que alcanza más de 100 cm de alto. Las hojas son de color verde oscuro mate de tamaño medio, follaje coriáceo.
Sus delicadas flores de color rosa suave. Fragancia moderada. Flor con 17 a 25 pétalos. Diámetro medio de 2,5". Rosa mediana, dobles (17 a 25 pétalos), florecen en pequeños grupos.
Florece de una forma prolífica, floración de repetición ocasional más tarde de la temporada.

## Origen
El cultivar fue desarrollado en Reino Unido por el prolífico rosalista británico David Austin en 2003. 'Scarborough Fair' es una rosa híbrida con ascendentes parentales de cruce "no revelados".
El obtentor fue registrado bajo el nombre cultivar de 'AUSoran' por David Austin en 2003 y se le dio el nombre comercial de exhibición 'Scarborough Fair'™.
También se le reconoce por el sinónimo de 'AUSoran'.
- La rosa fue creada antes de 2003 e introducida en el Reino Unido por David Austin Roses Limited (UK) en 2003 como 'Scarborough Fair'.[1]
- La rosa 'Scarborough Fair' fue introducida en Estados Unidos mediante registro con la "American Rose Society" en febrero de 2005.[1]

## Cultivo
Aunque las plantas están generalmente libres de enfermedades, es posible que sufran de punto negro en climas más húmedos o en situaciones donde la circulación de aire es limitada. Se desarrollan mejor a pleno sol. En América del Norte son capaces de ser cultivadas en USDA Hardiness Zones 6b a 9b. La resistencia y la popularidad de la variedad han visto generalizado su uso en cultivos en todo el mundo.
Puede ser utilizado para las flores cortadas, jardín o portador guía. Vigorosa. En la poda de Primavera es conveniente retirar las cañas viejas y madera muerta o enferma y recortar cañas que se cruzan. En climas más cálidos, recortar las cañas que quedan en alrededor de un tercio. En las zonas más frías, probablemente hay que podar un poco más que eso. Requiere protección contra la congelación de las heladas invernales.